# کویچیرو هیرایاما
کویچیرو هیرایاما (انگلیسی: Koichiro Hirayama؛ زادهٔ ۹ سپتامبر ۱۹۴۶) کشتی‌گیر اهل ژاپن است.